# Francisco Delicado

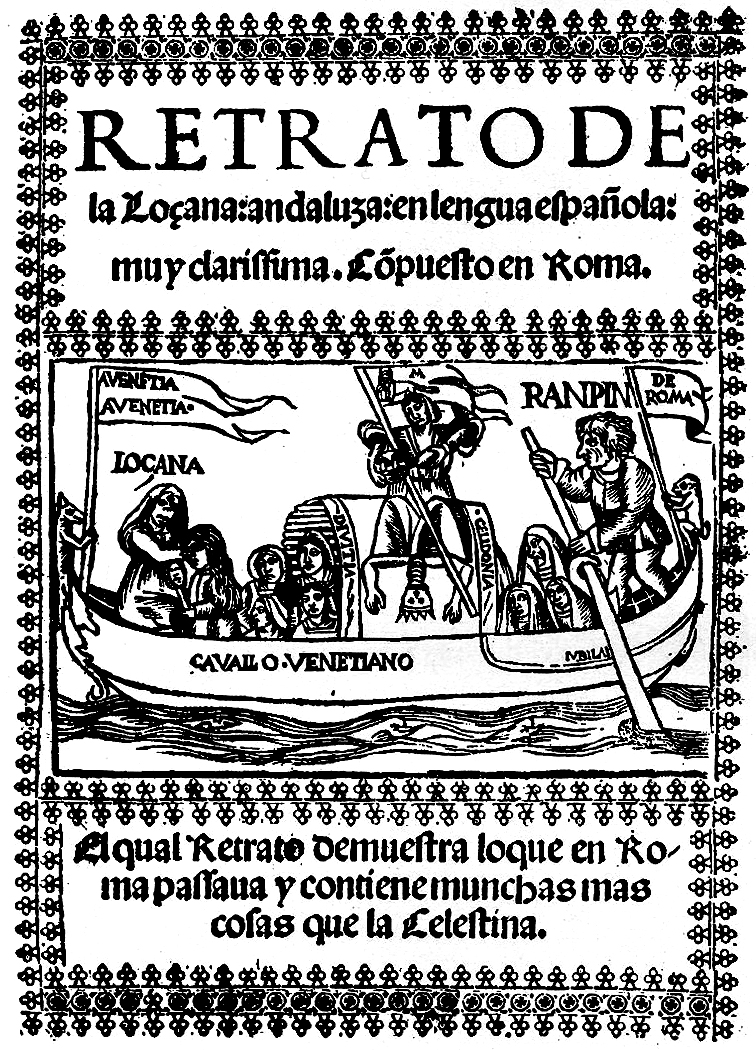
La Loçana andaluza, Venise, 1528.

Francisco Delicado ou Delgado (vers 1480 - vers 1535) est un écrivain et éditeur espagnol de la Renaissance, né à Cordoue. On sait peu de choses de sa vie. Pour des raisons inconnues, il s'est installé à Rome, où il est devenu vicaire et a italianisé son nom en Delicado.
Il a notamment écrit La Gentille Andalouse, illustrée en 1907 par Franz von Bayros.
Il a souffert de la syphilis.